# 五十万トン戦艦
五十万トン戦艦(ごじゅうまんトンせんかん)とは、明治時代末期に大日本帝国海軍の金田秀太郎中佐（1873年-1925年、最終階級は海軍中将）が提唱した超巨大戦艦の通称である。別名「金田中佐の50万トン戦艦」ともいう。

## 概要
一説に1912年頃に金田中佐が考えたとされている。金田は造船技師ではないが、用兵の専門家であり海軍大学校教官や呉海軍工廠長を歴任するなど海軍の軍艦建造にも関わった人物であった。資源に乏しい日本において、多大な資金と金属資源を消費する軍艦を複数建造することは、国家として大きな支出である。そこで、海軍軍人の間で、「軍艦を幾つも建造出来ないのならば、巨大な軍艦を一隻浮かべておけばいい」という意見が出始めた。1隻で1国の海軍力に匹敵する大型艦を1隻だけ建造すれば、欧米列強に対抗できるというものである。いわば防衛のための移動要塞という発想であった。
その案を構想にしたのが当該五十万トン戦艦であった。その後、幾つもの計算を重ね、望ましい規格が導き出されたが、それによると、波の動揺に関わらず水平を保つために太平洋の波の波長よりも大きくしようということで、幅91m以上という数字が出され、そこから全長を計算した結果、609m以上となり、結果的に50万トン（100万トンという数値もある）という数字になったという。
しかしながら、当時は超弩級戦艦の時代に入ったばかりであり、戦艦の日本国産化が実現しはじめた時期であった。1913年に就役した日本の超弩級巡洋戦艦である金剛型戦艦1番艦「金剛」はイギリスで建造されたものであった。また超弩級戦艦の排水量は22,200トン、当時の著名な巨大客船タイタニックも全長269.1 m（全幅 28.2 m ）であり、当時の造船技術ではいかなる国もこのような巨大な艦艇を建造するのは不可能であった。結局のところ、このような超巨大な船舶を建造できる技術的裏づけもないため、計画段階にさえ入らず構想のみで終った。
後に戦艦大和を設計した平賀譲中将は「金田という人は突飛なことを言い出す。これは空想的なこともよくあるが、ときには大いに参考になる意見もある」といったという。実際の所、戦艦一隻の規模を大きくすれば、戦闘力の増大に比して費用は低く抑える事ができる。後の世界最大の戦艦である大和型戦艦（68,000t）の建造費用は、機密保持のために架空計上された予算を参考にすれば、40,000t級戦艦1隻+駆逐艦1隻+潜水艦0.5隻分とされる（当時の駆逐艦、潜水艦の排水量は1,000t前後）。
なお、現実に50万トン以上の船が建造されたのは1976年のバティラスが初めてで、21世紀初頭現在、建造された世界最大の船はノック・ネヴィス号（住友重工横須賀製造所建造）であるが、この歴史上最大のタンカーは排水量では50万トンを越えているが全長458.45m、全幅68.9mであり、大きさは五十万トン戦艦の計画値よりも小さく喫水の深さで排水量を得ている。また現役最大の艦艇はニミッツ級原子力空母（5番艦以降、満載排水量10万トン超）であり、金田の構想に匹敵するものは実現していない。

## 規格
- 全長:609メートル[1](但し、資料によってまちまちで、1000メートルを超えている場合もある。)一説に1017メートル
- 最大幅:91メートル(但し、資料によっては100メートル以上)[1]一説に150メートル
- 主砲:45口径41センチ砲…200門以上　一説に（連装50基100門）副砲14センチ砲単装200門
- 排水量:50万トン以上
- 速力:42kt
- 魚雷発射管:200門[1]
- 乗員:12,000人[1]